# Grosmannia laricis
Grosmannia laricis är en svampart som först beskrevs av Van der Westh., Yamaoka & M.J. Wingf., och fick sitt nu gällande namn av Zipfel, Z.W. de Beer & M.J. Wingf. 2006. Grosmannia laricis ingår i släktet Grosmannia och familjen Ophiostomataceae.   Inga underarter finns listade i Catalogue of Life.